# El jardín de los presentes
El jardín de los presentes es el tercer y último álbum de estudio de la banda argentina Invisible, en su segunda etapa como cuarteto, integrada por Luis Alberto Spinetta, Machi Rufino, Pomo Lorenzo y Tomás Gubitsch, y el noveno en el que tiene participación decisiva Spinetta. 
Está considerado como una obra maestra del «rock nacional» argentino y considerado el #28 entre los 100 mejores álbumes del rock argentino por la revista Rolling Stone.
El tema «El anillo del Capitán Beto» fue incluido en la posición #52 entre las 100 mejores de la historia del rock argentino, en la encuesta realizada por la revista Rolling Stone y la cadena MTV, y #66 de la encuestra realizada por el sitio rock.com.ar. La canción "Los libros de la buena memoria" también ha sido destacada entre las 10 mejores del músico.
En 2009, Spinetta eligió un tema del álbum, «Perdonado (niño condenado)», para incluirlo en el recital histórico Spinetta y las Bandas Eternas, en el que repasó toda su obra.
Fue realizado en los estudios CBS y lanzado a mediados de 1976. El LP fue presentado el 6 de agosto de 1976 con un recital multitudinario para la época, en el Estadio Luna Park.

## Historia y formación de la banda

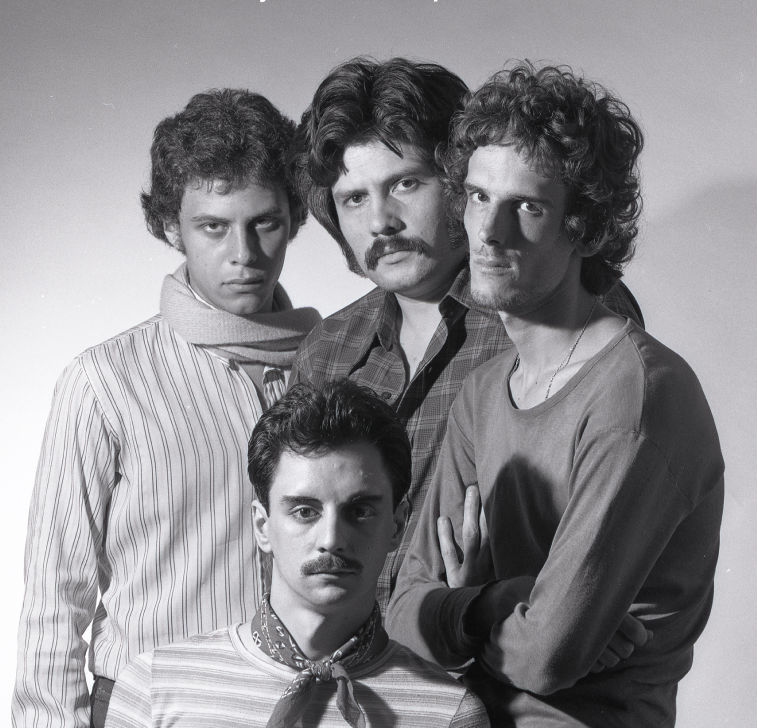
Invisible ca. 1976. De izquierda a derecha: arriba: Tomás Gubitsch, Machi Rufino y Luis Alberto Spinetta; abajo: Pomo Lorenzo.

Invisible, una de las bandas más destacadas del rock argentino, había sido creada como trío en 1973 por Luis Alberto Spinetta, con Pomo Lorenzo (batería) y Machi Rufino (bajo), lanzando dos álbumes (Invisible y Durazno sangrando). El jardín de los presentes es el tercer álbum de Invisible, pero es el resultado un considerable cambio de la banda en 1976, tanto en su sonido más volcado al tango, como en su formación, al incluir un nuevo integrante (Gubitsch) y transformar el trío en cuarteto. Estos cambios tensionarían las relaciones en la banda y llevarían a su disolución a comienzos de 1977.

## El álbum

### El título
El título del álbum fue una creación de Eduardo «Dylan» Martí, autor de muchas fotografías de Spinetta, entre ellas varias de portadas y de todos sus videoclips y también padre de los músicos Lucas Martí y Emmanuel Horvilleur, este último integrante del dúo Illya Kuryaki and the Valderramas junto a Dante Spinetta, hijo mayor de Luis Alberto. 

Entre las charlas que teníamos, se me ocurrió sugerirle ese título y a Luis le encantó. Tenía que ver con el jardín donde estamos presentes todos y donde estaremos cuando ya no estemos en este mundo. Vamos a estar seguramente en algún jardín imaginario. Vaya a saber. O por lo menos creamos que nos va a suceder eso.
Eduardo «Dylan» Martí

### La tapa
- Arte y foto interior: Juan Gatti.
- Foto de portada: Eduardo Martí, Jorge Gubitsch (personaje).

### Las canciones

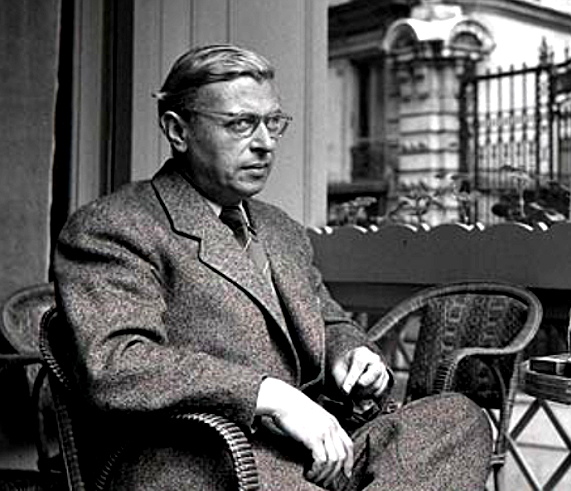
En el libro Crónica e iluminaciones, Spinetta dijo que para crear «El anillo del capitán Beto» se inspiró en una lectura de una obra cinematográfica del filósofo existencialista Jean Paul Sartre.

El álbum está integrado por ocho temas, de las cuales siete son canciones y uno, «Alarma entre los ángeles», es instrumental. En los créditos del disco de vinilo original están atribuidos a «Invisible» (con la aclaración de que la banda estaba integrada por Spinetta, Machi Rufino, Pomo Lorenzo y Gubitsch), mientras que en el disco en CD no incluye el nombre de Gubitsch y debajo de «Invisible» se mencionan solo «Spinetta-Pomo-Machi».
El álbum abre con un extraño y tenso acorde en guitarra en do sostenido mayor con bajo en si, con el que empieza el primer tema, «El anillo del Capitán Beto», una de las canciones que se volvieron emblemáticas de Spinetta. Cuenta la historia de un colectivero de Buenos Aires que se ha vuelto capitán de su propio colectivo vuelto nave espacial y surca el espacio enfrentando peligros con los poderes de su anillo, pero a la vez padece la tristeza y la soledad. Spinetta compuso el tema inspirado en la lectura de El engranaje de Jean Paul Sartre. La canción ha sido incluida entre las 100 mejores de la historia del rock argentino, tanto por la revista Rolling Stone (#52), como por el sitio rock.com.ar (#66).
«El anillo del Capitán Beto» ha sido resignificada popularmente para referirla a Norberto «Beto» Alonso, un destacado jugador de fútbol de los años 1970, ídolo de River Plate, equipo del que Spinetta era simpatizante. La letra contiene partes que permiten la resignificación como la expresión misma del «Capitán Beto» (Alonso era el capitán de River Plate en aquellos años) y la mención a «un banderín de River Plate» que el colectivero de la canción llevaba en su cabina. Spinetta ha negado expresamente que el tema tenga alguna relación con Alonso, y la resignificación popular de la canción fue incluida por la revista Rolling Stone entre los "15 mejores mitos del rock nacional".
El segundo tema es «Los libros de la buena memoria», una canción que también se ubica entre las mejores de Spinetta y que contiene «toda una simbología del amor», según el propio autor. Aquí aparece por primera vez el bandoneón en el disco, interpretado aquí por Juan José Mosalini, consolidando el aire tanguero que carecteriza al álbum.
Luego viene «Alarma entre los ángeles», un tema instrumental de 6 minutos y medio en el que se destaca el virtuosismo de Tomás Gubitsch en los extensos solos de guitarra, que con apenas 18 años grababa su primer disco. El tema es una muestra de las primeras experiencias de composición de Spinetta orientadas hacia el jazz rock bajo la influencia de la Mahavishnu Orchestra de John McLaughlin, que caracterizaría más adelante la etapa de la Banda Spinetta y sobre todo Spinetta Jade.
«Que ves el cielo» es un tema acústico corto y simple, que también se ha vuelto un clásico del cancionero spinetteano y que se destaca por su bella melodía. Es uno de los temas que, cantado por Charly García, integró el histórico recital conjunto de Spinetta Jade y Seru Giran en 1980.

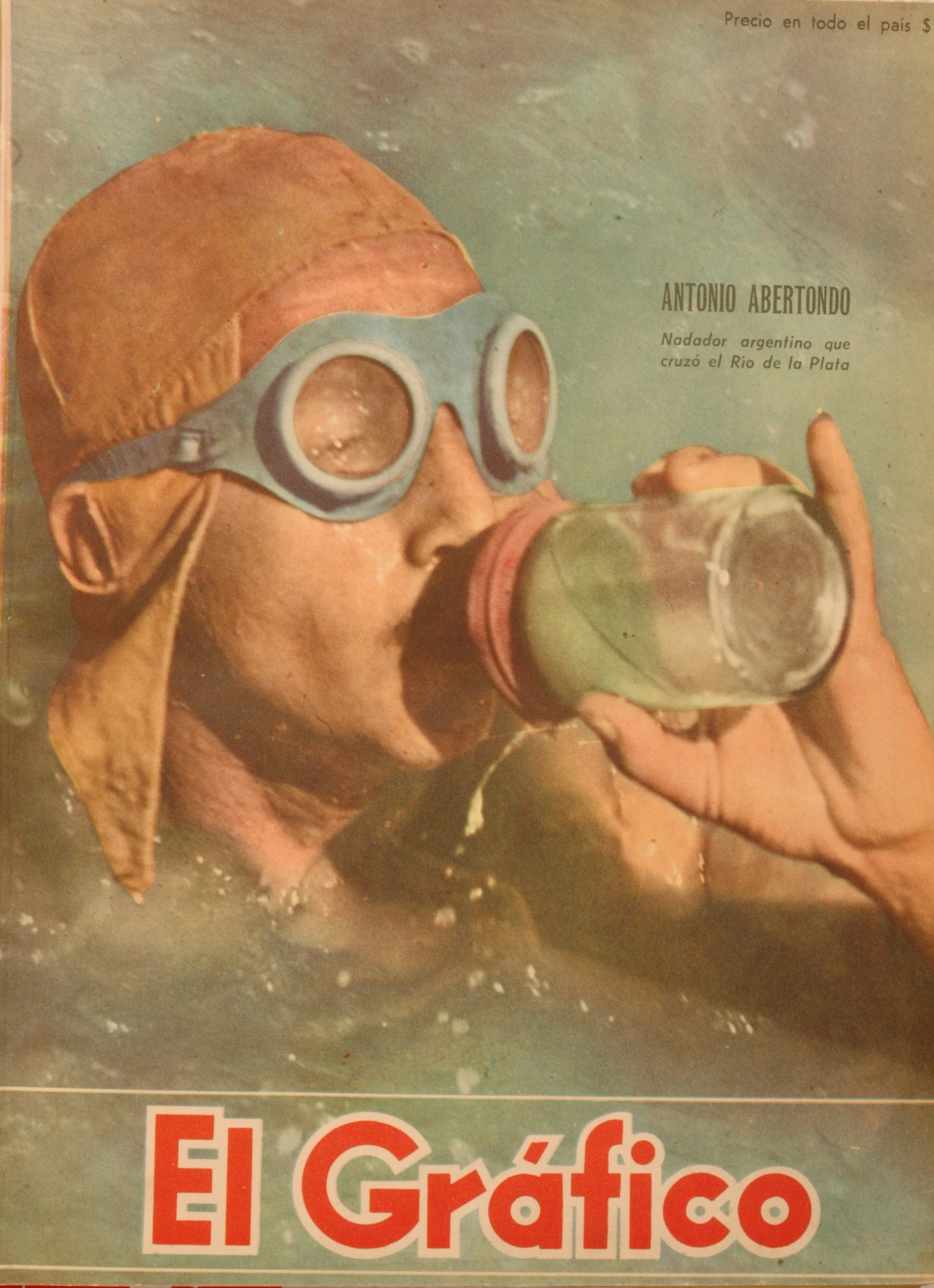
La canción «Doscientos Años» según Spinetta «tiene que ver con Antonio Abertondo»

El quinto tema es «Ruido de magia», donde se incorpora el ex Alma y Vida Gustavo Moretto interpretando un ARP String Ensemble aportando a otro de los temas orientados al jazz. Se destaca el solo de guitarra de Spinetta y un dúo sincronizado de bajo y guitarra, realizado por Machi Rufino y Gubitsch.
A continuación sigue «Doscientos años». «Esta canción tiene que ver con (Antonio) Abertondo... con esas imágenes heroicas», dice Spinetta, un nadador argentino que a comienzos de la década de 1960 fue el primer hombre en cruzar a nado el Canal de la Mancha ida y vuelta ("Doscientos años de qué sirvió, haber cruzado a nado la mar"). El tema cuenta con un bello pasaje instrumental que tiene como centro un solo de guitarra de Gubistch, sobre un acorde en la mayor repetido una y otra vez por la guitarra de Spinetta, que termina rematado por un breve solo de bajo de Machi Rufino.
El álbum finaliza con dos temas poderosos: «Perdonado (niño condenado)» y «Las golondrinas de Plaza de Mayo». El primero, con poco más de 7 minutos es el tema más largo del disco y está inspirado en una perrita del propio Spinetta:

Es la temática de «Hermano perro» llevada a Invisible. Mirando a una perrita que tenía en casa, y que se llamaba Amapola, sentí que era casi un ser humano pero que ciertos designios la habían conminado a ser un can. Allí nació la idea de un niño condenado a ser perro por el diablo de febrero, pero a la vez perdonado. Perdonado de la angustia existencial de ser un humano o de ser un niño que pide limosna bajo la lluvia.
Luis Alberto Spinetta

Se trata de un tema complejo, en el que las dos guitarras y el bajo se entrelazan para diseñar una sección instrumental que transmite calma y letargia, contrastada por otra sección agresiva y furiosa con un poderoso riff hasta el final, durante la cual Luis grita una y otra vez «¡Perdonado!». El tema cierra con un solo de guitarra de Spinetta que según Gubitsch es el mejor del disco.
«Las golondrinas de Plaza de Mayo» comienza con una base sostenida por el diálogo entre un arpegio de guitarra y un breve riff de bajo, a la que luego se suman los bandoneones de Rodolfo Mederos y Juan José Mosalini y las cuerdas del ARP String Ensemble ejecutado por Moretto. Sobre esa base de aire tanguero canta Spinetta elevando el tono desde un susurro inicial hasta el pico en el que prácticamente grita que las golondrinas «solo vuelan en libertad». Spinetta niega que la canción aluda conscientemente a la dictadura o a las Madres de Plaza de Mayo (que recién se formarían al año siguiente), pero pese a ello ha sido constantemente resignificada. Termina con un segundo solo de bandoneón de Mederos, sucedido por la frase «Bienvenidos al jardín de los presentes» (dicha por Machi) que cierra el álbum.

## Lista de temas
Todas las canciones escritas y compuestas por Invisible. 
| Lado A |                                  |          |  |
| N.º    | Título                           | Duración |  |
| 1.     | «El anillo del Capitán Beto»     | 5:12     |  |
| 2.     | «Los libros de la buena memoria» | 5:10     |  |
| 3.     | «Alarma entre los ángeles»       | 6:31     |  |
| 4.     | «Que ves el cielo»               | 2:07     |  |

| Lado B |                                    |          |  |
| N.º    | Título                             | Duración |  |
| 5.     | «Ruido de magia»                   | 4:38     |  |
| 6.     | «Doscientos años»                  | 4:12     |  |
| 7.     | «Perdonado (niño condenado)»       | 7:09     |  |
| 8.     | «Las golondrinas de Plaza de Mayo» | 3:24     |  |

## Músicos y técnicos

### La banda
- Carlos Alberto «Machi» Rufino: Bajo, Bajo Fuzz.
- Héctor «Pomo» Lorenzo: Batería, Ton Ton, Platos, Triángulo, Crótalo, Gong, «Cajita» y «Chapa».
- Luis Alberto Spinetta: Guitarra Rítmica, solista, Acústica, Sintetizador y voz.
- Tomás Gubitsch: Guitarra Rítmica, Solista y Acústica de 12 cuerdas.

### Músicos invitados
- Gustavo Moretto: ARP String Ensemble en Ruido de magia y Las golondrinas de Plaza de Mayo.
- Juan José Mosalini: Bandoneón en Los libros de la buena memoria y Las golondrinas de Plaza de Mayo.
- Rodolfo Mederos: Bandoneón en Las golondrinas de Plaza de Mayo.

### Ficha Técnica
- Ingenieros de sonido: Néstor Gilardón y Oscar Giménez.
- Mezcla: Roberto Labraga.
- Arte y foto interior: Juan Gatti.
- Foto de portada: Eduardo Martí, Jorge Gubitsch (personaje).

## Recepción
Dice Berti en Crónica e iluminaciones que «el álbum tuvo un éxito masivo inmediato y asomó de entrada como un álbum clásico». Fue presentado en el Luna Park a principios de agosto de 1976. 
La recepción le concedió a Spinetta una popularidad masiva de la que no había gozado ni siquiera en los tiempos de Almendra, en la que el rock nacional argentino era fuertemente contracultural. La fama ganada por el disco llevó a que la revista de espectáculos Gente, comprometida con la dictadura, lo invitara a ser parte de la tapa, como uno de los Personajes del Año, junto a funcionarios de la dictadura como el ministro de economía José Alfredo Martínez de Hoz, el gobernador de la Provincia de Buenos Aires general Ibérico Saint Jean y el intendente de la Ciudad de Buenos Aires, brigadier Osvaldo Cacciatore.
Spinetta ha declarado que inicialmente estuvo a favor del golpe de Estado y la instalación de la Junta militar, pero ese apoyo se transformó en rechazo y horror cuando empezó a darse cuenta de la política represiva y la desaparición de personas.
Al año siguiente, Spinetta sería detenido brevemente por la dictadura, «por averiguación de antecedentes», mientras conversaba en un bar con los músicos Edelmiro Molinari y Bernardo Baraj.